# Kanton Côte Vermeille
Kanton Côte Vermeille (fr. Canton de Côte Vermeille) je francouzský kanton v departementu Pyrénées-Orientales v regionu Languedoc-Roussillon. Skládá se ze čtyř obcí.

## Obce kantonu
- Port-Vendres
- Banyuls-sur-Mer
- Collioure
- Cerbère